# Пшчински замък
Пшчинският замък (на полски: Zamek w Pszczynie) е дворец в град Пшчина, Полша.
Първоначално сградата е изградена през XIII век като укрепен замък, но през следващите столетия на няколко пъти е цялостно реконструирана. Днес тя представлява неокласически извънградски дворец, като последната реконструкция е извършена през 1870-1876 година по проект на френския архитект Иполит Детейор.

През 1936 година става държавна собственост и през 1946 година в нея е създаден Музей на замъците.
- Галерия
- Пшечинският дворец
- Пшечинският дворец с дворцовата градина
- Герб на дворцовата фасада
- Помещение в двореца
- Коридорът в двореца
- Интериорът в двореца